# Melichthys niger
Il pesce balestra nero (Melichthys niger (Bloch, 1786)) è un pesce d'acqua salata appartenente alla famiglia Balistidae.